# Zupus (cráter)

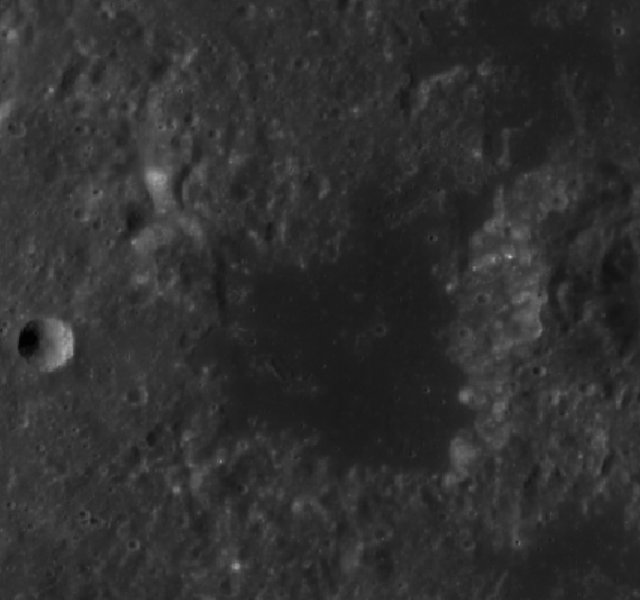
Imagen de la misión LRO

Zupus son los restos inundados de lava de un cráter de impacto lunar. Está ubicado en el sudoeste del Oceanus Procellarum, al noroeste del Mare Humorum. Al norte-noreste está el cráter también inundado de lava Billy, y una cierta distancia al sureste se halla Mersenius. Un sistema de débiles grietas denominado Rimae Zupus se encuentra al noroeste, siguiendo un curso hacia el norte-noroeste, hacia el mar lunar.
|  |

Poco queda de la formación original, y el borde es bajo y de contorno irregular, dando a Zupus la apariencia de un valle. Este borde sube a una altura máxima de 1.3 km por encima de la base. El cráter Zupus S invade el borde oriental. Un débil cráter palimpsesto se yace sobre el mare hacia el noreste. La lava basáltica que cubre el suelo de Zupus tiene un tono más oscuro que el terreno circundante, por lo que es relativamente fácil de localizar.

## Cráteres satélite
Por convención estos elementos son identificados en los mapas lunares poniendo la letra en el lado del punto medio del cráter que está más cercano a Zupus.
|       | \| Zupus \| Coordenadas \| Diámetro \| \| ----- \| ------------------------------ \| -------- \| \| A \| 17°12′S 53°30′O / -17.2, -53.5 \| 6 km \| \| B \| 17°36′S 54°18′O / -17.6, -54.3 \| 6 km \| \| C \| 17°18′S 55°06′O / -17.3, -55.1 \| 19 km \| \| D \| 19°42′S 53°24′O / -19.7, -53.4 \| 17 km \| \| F \| 17°18′S 54°00′O / -17.3, -54.0 \| 4 km \| \| K \| 15°42′S 52°06′O / -15.7, -52.1 \| 17 km \| \| S \| 17°00′S 51°18′O / -17.0, -51.3 \| 24 km \| \| V \| 18°12′S 56°18′O / -18.2, -56.3 \| 4 km \| \| X \| 18°54′S 54°54′O / -18.9, -54.9 \| 5 km \| \| Y \| 17°24′S 49°36′O / -17.4, -49.6 \| 2 km \| \| Z \| 18°12′S 50°06′O / -18.2, -50.1 \| 3 km \| |          |
| Zupus | Coordenadas | Diámetro |
| A     | 17°12′S 53°30′O / -17.2, -53.5 | 6 km     |
| B     | 17°36′S 54°18′O / -17.6, -54.3 | 6 km     |
| C     | 17°18′S 55°06′O / -17.3, -55.1 | 19 km    |
| D     | 19°42′S 53°24′O / -19.7, -53.4 | 17 km    |
| F     | 17°18′S 54°00′O / -17.3, -54.0 | 4 km     |
| K     | 15°42′S 52°06′O / -15.7, -52.1 | 17 km    |
| S     | 17°00′S 51°18′O / -17.0, -51.3 | 24 km    |
| V     | 18°12′S 56°18′O / -18.2, -56.3 | 4 km     |
| X     | 18°54′S 54°54′O / -18.9, -54.9 | 5 km     |
| Y     | 17°24′S 49°36′O / -17.4, -49.6 | 2 km     |
| Z     | 18°12′S 50°06′O / -18.2, -50.1 | 3 km     |